# Oljeutsläppet i San Franciscobukten 1971
Oljeutsläppet i San Franciscobukten 1971 inträffade när två tankfartyg från Standard Oil Company i Kalifornien, Arizona Standard och Oregon Standard, kolliderade den 18 januari 1971 i San Franciscobukten. Det resulterande i att 3 028 329 liter olja rann ut i havet. Det var det största oljeutsläppet i San Franciscobukten historia. Känsliga naturliga livsmiljöer var hotade, både inom och utanför bukten, inklusive Bolinas Lagoon. Katastrofen bidrog till en växande opinion mot föroreningar, sedan tusentals invånare i området runt bukten frivilligt hade städat stränderna och räddat oljeindränkta fåglar. Ett antal miljöorganisationer har sitt ursprung i upprensningen efter oljekatastrofen. Standard Oil fick lägga ut mer än 1 miljon dollar för saneringen.

## Internationellt volontärarbete
I mars 1971 uppskattade Kaliforniens Fish and Game Department att 7 000 fåglar oljeskadades under katastrofen, varav de flesta dog före uppsamling eller under vård. I slutet av januari 1971 levde fortfarande ungefär 200 av de 1 600 fångade fåglarna. Det var mindre än 80 av dem som överlevde.  
Den miljöförstörelse som utsläppet förorsakade och speciellt skadorna på fågelbeståndet, fick frivilliga att försöka rädda cirka 4 300 fåglar. Vid den tiden var kunskapen om hur man tar hand om oljeskadade fåglar dålig. Trots bästa ansträngningar ansågs det att endast cirka 300 fåglar skulle kunna släppas. Det som återstod av den volontärstyrka som arbetade med att ta hand om stränderna och fåglarna resulterade så småningom i skapandet av International Bird Rescue i ett försök att öka kunskapen och forskningen om fågelräddning. Det arbete som utfördes av frivilliga efter oljeutsläppet i San Franciscobukten var en av de största frivilliginsatserna sedan Jordbävningen i San Francisco 1906.